# Lully ou le Vidon brisé
Lully ou le Violon brisé va ser un curtmetratge mut francès de 1908 dirigit per Georges Méliès. Va ser venut per la Star Film Company de Méliès i està numerat 1176–1185 als seus catàlegs, on es va anunciar com a "très artistique; spécial pour coloris; anecdote Louis XIV en 4 tableaux, avec ballet". Només se'n conserva un fragment de la pel·lícula; la resta se suposa perduda.
Almenys part de la pel·lícula es va rodar a l'aire lliure, al jardí de la propietat de la família Méliès a Montreuil-sous-Bois. A partir d'una anàlisi del fragment supervivent, una guia de les pel·lícules de Méliès del Centre National de la Cinématographie conclou que la pel·lícula probablement no va ser dirigida pel mateix Méliès sinó pel seu empleat, un actor conegut com Manuel.
El fragment mostra una escena en una cuina, on un ajudant de cuiner, el jove Jean-Baptiste Lully, és increpat per la seva tardança. Quan està sol, el jove Lully comença a tocar el violí, i tot el personal de la cuina aviat es reuneix al seu voltant encantat de tocar. L'alegre grup és interromput per un home de lliurea elaborada, que renya Lully i l'expulsa. Al final del fragment s'albira breument una altra escena, d'una elaborada habitació d'estil barroc amb una criada i una dama elegantment vestida.